# 広橋兼顕
広橋兼顕（ひろはし かねあき、宝徳元年（1449年） - 文明11年（1479年）5月14日）は、室町時代中期の公卿。

## 官歴
- 享徳4年（1455年）：従五位下
- 康正4年（1463年）：治部大輔、従五位上
- 康正5年（1464年）：右兵衛佐、正五位下
- 文正元年（1466年）：左衛門権佐、蔵人
- 応仁元年（1467年）：正五位上、左少弁
- 文明元年（1469年）：権右中弁
- 文明3年（1471年）：右中弁
- 文明6年（1474年）：正四位下
- 文明7年（1475年）：左中弁、修理左宮城使、蔵人頭
- 文明8年（1476年）：正四位上
- 文明9年（1477年）：右大弁、参議、武家伝奏
- 文明11年（1479年）：従三位、権中納言

## 系譜
- 父：広橋綱光
- 養子：広橋守光（町広光の長男）
- 養子：広橋兼継（町広光の次男）